# Doenjang jjigae
Doenjang jjigae (Đại Tương Thang) là một biến thể của món jjigae hoặc món ăn truyền thống Triều Tiên giống như món hầm, được làm bằng doenjang (đậu hũ Triều Tiên) và các nguyên liệu như là các loại rau, nấm, hải sản, hoặc dubu (đậu phụ). Nó được coi là một trong những đại diện của món ăn bình dân tại Triều Tiên.